# Stephan Bittner
Stephan Bittner es un deportista alemán que compitió en piragüismo en la modalidad de eslalon. Ganó tres medallas de bronce en el Campeonato Mundial de Piragüismo en Eslalon entre los años 1987 y 1991.

## Palmarés internacional
| Representando a la RFA   |                               |                   |                |
| Campeonato Mundial       |                               |                   |                |
| Año                      | Lugar                         | Medalla           | Competición    |
| 1987                     | Bourg-Saint-Maurice (Francia) | Medalla de bronce | C2 por equipos |
| 1989                     | Río Savage (Estados Unidos)   | Medalla de bronce | C2 por equipos |
| Representando a Alemania |                               |                   |                |
| Campeonato Mundial       |                               |                   |                |
| Año                      | Lugar                         | Medalla           | Competición    |
| 1991                     | Tacen (Yugoslavia)            | Medalla de bronce | C2 por equipos |